# Ворос
Ворос — река в России, протекает в Мантуровском районе Костромской области. Устье реки находится в 1,3 км по левому берегу реки Янга. Длина реки составляет 17 км.
Исток Вороса расположен севернее деревни Шафраново в 16 км к северо-западу от Мантурово. Течёт на юг параллельно Унже и шоссе Р-98 на участке Мантурово — Георгиевское. Близ реки располагаются деревни Шафраново, Васильевское, Слеповская, Селище, Антонково, Никулино. Нижнее течение проходит по северо-восточной части города Мантурово, где река впадает в Янгу.

## Данные водного реестра
По данным государственного водного реестра России относится к Верхневолжскому бассейновому округу, водохозяйственный участок реки — Унжа от истока и до устья, речной подбассейн реки — Бассей притоков Волги ниже Рыбинского водохранилища до впадения Оки. Речной бассейн реки — (Верхняя) Волга до Куйбышевского водохранилища (без бассейна Оки).
Код объекта в государственном водном реестре — 08010300312110000015839.